# Michael Hofmann (futbolista)
Michael Hofmann (Bayreuth, 3 de noviembre de 1972) es un exfutbolista alemán que jugaba como guardameta y jugó hasta 14 años en el 1860 Munich, desde 1996 hasta 2010.

## Clubes
| Club                | País     | Año       |
| ------------------- | -------- | --------- |
| SpVgg Bayreuth      | Alemania | 1990-1996 |
| 1860 Munich         | Alemania | 1996-2010 |
| SSV Jahn Regensburg | Alemania | 2010-2013 |
| SpVgg Bayreuth      | Alemania | 2015      |
| SV Pullach          | Alemania | 2015-2017 |
| Türkgücü München    | Alemania | 2017-2018 |